# Platyplectrus magniventris
Platyplectrus magniventris är en stekelart som först beskrevs av Girault 1915.  Platyplectrus magniventris ingår i släktet Platyplectrus och familjen finglanssteklar. Inga underarter finns listade i Catalogue of Life.